# 980
980 (CMLXXX) fue un año bisiesto comenzado en jueves del calendario juliano, en vigor en aquella fecha.

## Acontecimientos
- El rey Miecislao I establece el cristianismo como religión oficial de Polonia.

## Nacimientos
- Avicena, filósofo persa musulmán.
- Iamuna Achariá, religioso y escritor hinduista (f. 1060).
- Ichijō, emperador japonés.
- Humberto I, conde saboyano.
- Muhammad II al-Mahdi, califa cordobés.
- Otón III Del Sacro Imperio Romano Germánico

## Fallecimientos
Presuntamente, Al Uqlidisi en Damasco (Siria).